# 石川実 (社会学者)
石川 実（いしかわ みのる、1937年1月15日 - 2021年5月20日）は、日本の社会学者。奈良女子大学名誉教授。専門は理論社会学、社会心理学、家族社会学。

## 人物・来歴
島根県益田市出身。島根県立益田高等学校を経て、1965年京都大学文学部哲学科（社会学専攻）卒業。京都大学大学院文学研究科博士課程（社会学専攻）中退。九州工業大学専任講師・助教授を経て、奈良女子大学助教授。フランス国立科学研究センター(CNRS)社会学研究センター共同研究員(1978年)、スタンフォード大学フーヴァー研究所及び社会学科客員研究員(1978年8月〜1979年3月)。その後、奈良女子大学教授(1986年〜)。2000年に停年退官して名誉教授となり、ノートルダム清心女子大学大学院教授。放送大学奈良学習センター所長（客員教授を兼務）。2016年11月、瑞宝中綬章を受章。
2021年5月20日1時、膵臓がんのため、京都府木津川市の自宅で死去。84歳没。死没日をもって、正四位に叙される。

## 著書
- 『嫉妬と羨望の社会学』世界思想社 2009

### 共編著
- 『日常世界の虚と実――アイロニーの社会学』（大村英昭・中野正大・宝月誠と共著）有斐閣 1983
- 『命題コレクション社会学』(作田啓一・井上俊らと共著）筑摩書房 1986
- 『ターミナル家族――家族のゆらぎと新たな起点』（大村英昭・塩原勉と共編著）NTT出版 1993
- 『ライフコースの社会学』(井上俊・上野千鶴子らと共著）岩波書店 1996
- 『現代家族の社会学--脱制度化時代のファミリー・スタディーズ』（編著）有斐閣 1997
- 『生活文化を学ぶ人のために』（井上忠司と共編著）世界思想社 1998
- 『高校家庭科における家族・保育・福祉・経済 「家庭総合」・「家庭基礎」指導の基礎知識』編 家政教育社 2002
- 『生活と家族』岸本幸臣共編著 コロナ社 ライブラリー生活の科学 2004
- 『生活の動態と経営』（奈良由美子らと共著）放送大学教育振興会 2005

## 翻訳書
- D．マーティンデール著『現代社会学の系譜』（新睦人らと共訳）未来社 1970
- W．ムーア著『機能主義』社会学的分析の歴史 9、アカデミア出版会 1986